# Isidro Fernán Valdez
Israel Feldman, más conocido con el nombre artístico de Isidro Fernán Valdez (Tucumán, Argentina; 1914 - Buenos Aires, Argentina; 2000) fue un actor de cine, teatro y televisión argentino.

## Carrera
Váldez fue uno de los fundadores, con Alejandra Boero y Pedro Asquini, del Nuevo Teatro. Estrenó la obra Una libra de carne, de Agustín Cuzzani, que tuvo excelente repercusión y se presentó en las salas de Los Independientes y Circo Teatro.
En el cine tuvo su espacio para lucirse siempre en roles de repartos en unas treinta películas argentinas, muchas de ellas, de la mano de aclamados directores como Daniel Tinayre, Lucas Demare, Enrique Dawi, René Mugica, Carlos Borcosque y Fernando Ayala. Hizo comedias con Luis Sandrini, musicales con Sandro y dramas con Susana Giménez y Monzón o Francisco Petrone y Susana Campos.
La Asociación Argentina de Actores, junto con el Senado de la Nación, le entregó el Premio Podestá a la Trayectoria Honorable en 1999.

## Obras
Filmografía
- 1980: El infierno tan temido
- 1979: Donde duermen dos... duermen tres
- 1978: Con mi mujer no puedo
- 1978: Amigos para la aventura
- 1977: Así es la vida
- 1975: Una mujer
- 1974: La Mary
- 1973: Las dos culpas de Betina
- 1971: Pájaro loco
- 1971: La valija
- 1970: El mundo es de los jóvenes
- 1970: Gitano
- 1969: El profesor hippie
- 1969: La vida continúa
- 1969: Kuma Ching
- 1969: Rebeldía
- 1968: Las ruteras
- 1965: Orden de matar
- 1964: Los evadidos
- 1962: Hombre de la esquina rosada
- 1961: El rufián
- 1960: Luna Park
- 1960: La patota
- 1958: El jefe
- 1958: Dos basuras
- 1957: Violencia en la ciudad
- 1955: Con el más puro amor
- 1955: Para vestir santos
- 1954: Pobres habrá siempre

Televisión
- 1999: Campeones de la vida
- 1997: El Garante
- 1991/1992: Celeste
- 1985: El pulpo negro.
- 1981: Comedias para vivir.
- 1979: Se necesita una ilusión
- 1976: Alta comedia.
- 1975: Alma rebelde.
- 1974: Humor a la italiana.
- 1974: Alberto Vilar, el indomable.
- 1974: Vermouth de teatro argentino.
- 1974: Fernanda, Martín y nadie más.
- 1973:  Jugar a morir.
- 1973: El teatro de Myriam de Urquijo
- 1972: La novela mensual .
- 1970: Gran teatro universal.
- 1965: Teleteatro de las estrellas.
- 1964: Teatro 9.
- 1962: Mañana puede ser verdad.

Teatro
- La dama boba (1971), con Roberto Airaldi, Mario Alarcón, Alfonso de Grazia, Eva Dongé, Alfredo Duarte, Ulises Dumont,Ricardo Lavié, Gianni Lunadei, Dora Prince y Elena Tasisto, entre otros.[4]
- 'Una libra de carne
- La ofrenda
- La cuerda de Eugene O'Neill. Con dirección de Onofre Lovero.
- El cajero que fue hasta la esquina
- Bajo Fondo
- El campo
- La isla de los peces azules
- El alquimista
- El convidado
- Simple y maravilloso